# بانفو
عالم بانفو هو عالم افتراضي للأطفال الذين تتراوح أعمارهم بين 6 و13 عاماً. يتمكن اللاعب بعد التسجيل المجاني من إنشاء الباندا الخاصة به؛ حيث يستطيع تنسيق ملابس الباندا واختيار تسريحة شعره.. إلخ. وكذلك يتمكن اللاعبون من الدردشة مع بعضهم، لعب الألعاب، التعلم في أجواء مرحة وكذلك الخوض في مغامرات في مختلف جزر بانفو.

## التاريخ
بدأ مؤسسا چودبينس، Kay Kühne وMoritz Hohl عالم بانفو في ديسمبر 2007م. مصطلح «بانفو» يتكون من مقطعين هما كلمة «باندا» والكلمة الصينية «فو» للسعادة. في يونيو 2009م، أصبح عدد مستخدمي الموقع 10 ملايين زائر حول العالم وأصبح أكبر عالم افتراضي في القارة الأوروبية. وفقا لأصحاب الموقع، ففي الوقت نفسه ارتفع عدد المستخدمين إلى 15 مليون مستخدم وتوفر الموقع بـ9 لغات.

## الأمان في عالم بانفو
وفقا للمطورين، فالأمان هو أكبر الأولويات في عالم بانفو. عامل تصفية للكلمات البذيئة وتحذير للاعبين الذين يخالفون القوانين. وفي الوقت نفسه، الدردشة خاضعة للمراقبة من قبل الكبار الذين يراقبون جميع الحوارات كلمة كلمة ويحظرون اللاعبين الذين يثيرون المشكلات. مع دردشة عالية الأمان يمكن للاعبين إرسال رسائل مكتوبة مسبقا «رسائل جاهزة». وإلى جانب حظر الكلمات البذيئة، يمنع أيضاً إعطاء أو السؤال عن معلومات خاصة، كما أن اللاعبين لا يستطيعون ذكر أسماء ألعاب أخرى مما عرض اللعبة للكثير من الانتقاد.

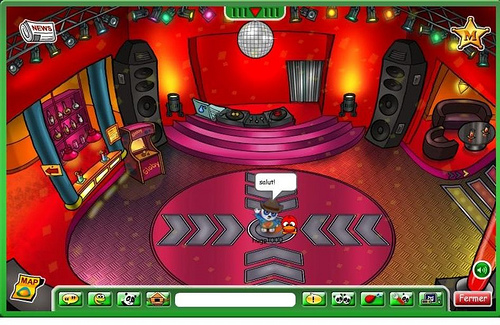
Disco 3

## العالم الافتراضي
يستطيع اللاعبون زيارة جميع أنحاء جزيرة بانفو. وكذلك اللعب بالألعاب الصغيرة المخفية - في كل مكان في الجزيرة- وحدهم أو مع اللاعبين الآخرين. يستطيع اللاعبون مساعدة بعضهم في الأسئلة عبر المحادثة الخاضعة للمراقبة. وكذلك يستطيعون الحصول على عملات الباندا عن طريق لعب الألعاب الصغيرة كي يستطيعوا شراء الملابس والأصناف الأخرى. لا تستطيع شراء الملابس أو الأصناف الأخرى إذا لم تكن من الـ"Gold Panda" «الباندا الذهبي». يحصل كل لاعب على شجرة ومنزل يحتوي على غرفة يستطيع تصميمها بنفسه، كما يمكنه استقبال اللاعبين الآخرين فيها وزيارتهم في منازلهم هم أيضاً.

## الأعضاء
الميزات الأساسية متوفرة في العضوية المجانية، لكن بعض المميزات الخاصة لا تتوفر إلا بعد شراء العضوية الذهبية.

## وصلات خارجية
- عالم بانفو باللغة الإنجليزية
- Panfu Blog in English
- Panfu Blog in English by a Player